# Over (canción de Lindsay Lohan)
«Over» —español: «Terminó» es una canción de la cantante y actriz estadounidense Lindsay Lohan. Fue escrita por Lohan, Kara DioGuardi y John Shanks, y producida por los últimos dos para el álbum de estudio debut de Lohan, Speak (2004). La canción fue lanzada el 21 de noviembre  de 2004 como el segundo sencillo del álbum. Mientras que para Alemania, Francia e Italia, el 15 de marzo de 2005.
«Over» tuvo menos éxito que su anterior sencillo «Rumors» en los Estados Unidos, pero lo hizo así en otros países, especialmente en Irlanda. Asimismo, logró entrar al top30 en Australia. Este también se convirtió durante el primer trimestre de 2006, en su primer sencillo lanzado en el Reino Unido.

## Composición
"Over" fue escrito por Kara DioGuardi, John Shanks, y Lohan, producido por Shanks y DioGuardi, con Shanks tocando el bajo, guitarra, teclados y haciendo la mezcla de audio, mientras que DioGuardi proporcionó la voz de fondo para la canción. Jeff Rothschild fue el responsable de la grabación vocal de Lohan, que ocurrió en los Henson Recording Studios en Hollywood, California. También se encargó de la mezcla de la canción, la programación y la ingeniería. Otros ingenieros involucrados fueron Dave Audé y Mark Valentine. "Sobre" se escribe en la firma del tiempo común con un tempo moderado de 90 latidos por minuto. Se compone en la llave de C menor con la voz de Lohan que abarca de C4 a C5. Según Spence D. de IGN, "Over" comienza como una canción de The Cure, con una "guitarra acústica triste" y un "sintetizador sintonizado con un piano". Él escribió que ya que la canción no fue escrita por Robert Smith, "rápidamente se convierte en un roquero lento en el que Lohan vuelve a ella" no puede vivir sin ti "amor tema rasgado". En una entrevista con The Ellen DeGeneres Show el 28 de marzo de 2014, Lohan dijo a DeGeneres que la canción era acerca de su ruptura con Wilmer Valderrama.

## Recepción crítica
"Over" recibió críticas positivas de los críticos musicales. Mientras respondía negativamente a una mayoría de Speak, John Murphy de MusicOMH citó "Over" como "bastante bueno" y notó similitudes entre la canción y las obras de Michelle Branch. Nicholas Fonseca de Entertainment Weekly consideró la pista un "tween-slumber-party-friendly" que "es perfecto para cantar en su rizador delante del espejo". Sputnikmusic llamado "Over" "asombrosa y pegadiza", y elogió su tono de guitarra.

## Rendimiento comercial
"Over" alcanzó un éxito comercial moderado en todo el mundo. En los Estados Unidos, la canción llegó a la lista Bubbling Under Hot 100 durante tres semanas, y alcanzó el número 39 en el chart de componentes de Mainstream Top 40. En el Reino Unido, la canción alcanzó el pico del número 27 en su lista de sencillos UK Singles Chart. En Australia, "Over" debutó en su pico del número 27 en los gráficos de la ARIA, cayendo del gráfico siete semanas más tarde. La canción también alcanzó los treinta primeros en Irlanda, alcanzando el número 19. En el European Hot 100, "Over" logró alcanzar el número 79.

## Video musical
El video filmado en noviembre de 2004. comienza con Lohan caminando hacia su casa en un suburbio, y robar un vistazo a su novio, interpretado por el modelo Drew Fuller, que vive al lado. Su padre, aparentemente no quiere que vean los demás, por lo que se cierra el telón y comienza a discutir violentamente con su hijo. Lohan se enfada en este y regresa a su casa. En su dormitorio, ella ve a su amante en su busca de su dormitorio. Ella sonríe, feliz de verlo. A continuación, se considera que la destrucción de su padre el coche en el garaje.
A la mañana siguiente, Lohan y Fuller hacen el amor en su autocaravana. Esa noche, en una fiesta al aire libre, Lohan y su novio se muestran muy cariñosos el uno con el otro. Todo el mundo se queda sorporendido cuando el padre de Fuller aparece en la fiesta, enfurecido. Su padre le dice una vez más que le ha prohibido salir con Lohan y le ordena regresar a casa inmediatamente. Los dos se van a pie, dando la espalda a Lohan, que se queda llorando. Más tarde esa misma noche, en la casa de Lohan, la vemos en pijama, junto a la nevera. Ella se sorprende al ver a su novio mirándola desde el exterior de la casa, proponiéndole que se fugue con él. Con la compañía de un par de amigos, se sientan en sus coches en un lote vacío. El padre del novio aparece una vez más, y Fuller se enfrenta a él. Furioso, su padre lo empuja fuertemente al suelo, mientras que Lohan se asusta. Fuller le dice que su relación no funcionará. Con Lohan en su habitación entre sollozos, el vídeo termina con su amante apagando las luces de su habitación. A lo largo del video, vemos a Lohan cantar con su propia banda en el garaje.

## Presentaciones en vivo
Con el fin de promover el Sencillo, Lohan apareció en Sessions @ AOL el 2 de diciembre de 2004, donde interpretó "Over". Su primera aparición televisada fue en Good Morning America, cuatro días después, como parte de la serie Women Rule Concert Series, donde cantó "Over" acompañada por una actuación de "Rumors". Mientras cantaba "Over" sin problemas, su boca no se movía por un segundo durante la interpretación de "Rumors", lo que llevó a los medios a acusarla de sincronizar los labios. Lohan negó que estuviera sincronizando los labios, alegando que había una pista de fondo porque se había enfermado recientemente. Kim Jakwerth, de Casablanca Records, apoyó esta afirmación diciendo: "Sí, en la primera canción había pistas de fondo, que no estaban en la segunda canción." Además de estas actuaciones, cantó la canción en The Ellen DeGeneres Show 16 de diciembre. En enero de 2005, Lohan realizó "Over" y "Speak" en Live @ Launch de Yahoo, donde también dio una entrevista.

## Formatos y lista de canciones
| Descarga digital - DVD sencillo |                                      |          |  |
| N.º                             | Título                               | Duración |  |
| 1.                              | «Over» (Video)                       | 03:47    |  |
| 2.                              | «Over» (Audio)                       | 3:36     |  |
| 3.                              | «Rumours» (Video)                    | 3:43     |  |
| 4.                              | «Rumours» (The Sharp Boys Vocal Mix) | 7:24     |  |

| Descarga digital - Maxisencillo |                                       |          |  |
| N.º                             | Título                                | Duración |  |
| 1.                              | «Over»                                | 03:36    |  |
| 2.                              | «Over» (Full Phatt Remix)             | 03:39    |  |
| 3.                              | «To Know Your Name» (Bonus Exclusive) | 03:19    |  |
| 4.                              | «Over» (Video)                        | 03:36    |  |

## Créditos y personal
Grabación
- Grabado y mezclado en Henson Recording Studios en Los Ángeles, California.

Personal
- Lindsay Lohan -  composición de canciones, cantando vocales
- Kara DioGuardi - compositor, productor, voz de fondo
- John Shanks - escritura de la canción, Productor de registro, productor, bajo, guitarras, teclados, mezcla de audio
- Dave Audé -  ingeniero
- Jeff Rothschild -  drums, ingeniero, mezclador,  programación
- Mark Valentine - ingeniero

## Posicionamientos
| Listas (2004-2005)                      | Mejor posición |
| --------------------------------------- | -------------- |
| Australia                               | 27             |
| Austria (Ö3 Austria Top 75)             | 49             |
| Alemania (Media Control Charts)         | 40             |
| Europa (European Hot 100)               | 76             |
| Irlanda (IRMA)                          | 19             |
| Reino Unido (Official Charts Company)   | 27             |
| Estados Unidos (Bubbling Under Hot 100) | 1              |
| Estados Unidos (Mainstream Top 40)      | 26             |

## Historial de lanzamientos
| País           | Fecha                   | Formato              | Discográfica          |
| -------------- | ----------------------- | -------------------- | --------------------- |
| Estados Unidos | 13 de diciembre de 2004 | Descarga digital, CD | Casablanca Records    |
| Reino Unido    | 13 de febrero de 2006   | Descarga digital, CD | Universal Music Group |
| Unión Europea  | 21 de noviembre de 2004 | Descarga digital, CD | Virgin Records        |